# Movistar Team/Saison 2011
Dieser Artikel listet Erfolge und Mannschaft des Movistar Teams in der Saison 2011 auf.

Das Team-Trikot der Saison 2011

## Erfolge in der UCI WorldTour
In den Rennen der Saison 2011 der UCI WorldTour gelangen die nachstehenden Erfolge.
| Datum         | Rennen                               | Fahrer                 |
| ------------- | ------------------------------------ | ---------------------- |
| 22. Januar    | 5. Etappe Tour Down Under            | Francisco José Ventoso |
| 26. März      | 6. Etappe Volta Ciclista a Catalunya | José Joaquín Rojas     |
| 5. April      | 2. Etappe Vuelta al País Vasco       | Wassil Kiryjenka       |
| 12. Mai       | 6. Etappe Giro d’Italia              | Francisco José Ventoso |
| 28. Mai       | 20. Etappe Giro d’Italia             | Wassil Kiryjenka       |
| 12. Juni      | 2. Etappe Tour de Suisse             | Mauricio Soler         |
| 9. Juli       | 8. Etappe Tour de France             | Rui Costa              |
| 22. August    | 3. Etappe Vuelta a España            | Pablo Lastras          |
| 11. September | Grand Prix Cycliste de Montréal      | Rui Costa              |

## Erfolge in der UCI America Tour
In den Rennen der Saison 2011 der UCI America Tour gelangen die nachstehenden Erfolge.
| Datum      | Rennen                           | Kat. | Fahrer       |
| ---------- | -------------------------------- | ---- | ------------ |
| 20. Januar | 4. Etappe Tour de San Luis (EZF) | 2.1  | Xavier Tondo |

## Erfolge in der UCI Europe Tour
In den Rennen der Saison 2011 der UCI Europe Tour gelangen die nachstehenden Erfolge.
| Datum         | Rennen                                        | Kat. | Fahrer                 |
| ------------- | --------------------------------------------- | ---- | ---------------------- |
| 9. Februar    | Trofeo Deià                                   | 1.1  | José Joaquín Rojas     |
| 22. Februar   | 3. Etappe Ruta del Sol                        | 2.1  | Francisco José Ventoso |
| 13. April     | 1. Etappe Vuelta a Castilla y León            | 2.1  | Francisco José Ventoso |
| 14. April     | 2. Etappe Vuelta a Castilla y León            | 2.1  | Francisco José Ventoso |
| 13.–17. April | Gesamtwertung Vuelta a Castilla y León        | 2.1  | Xavier Tondo           |
| 24. April     | Vuelta a la Rioja                             | 1.1  | Imanol Erviti          |
| 7. Mai        | 2. Etappe Vuelta a la Comunidad de Madrid     | 2.1  | Enrique Sanz           |
| 7.–8. Mai     | Gesamtwertung Vuelta a la Comunidad de Madrid | 2.1  | Rui Costa              |
| 16.–19. Juni  | Gesamtwertung Route du Sud                    | 2.1  | Wassil Kiryjenka       |
| 26. Juni      | Spanische Meisterschaft – Straßenrennen       | CN   | José Joaquín Rojas     |
| 5. August     | 3. Etappe Burgos-Rundfahrt                    | 2.HC | Mannschaftszeitfahren  |

## Abgänge – Zugänge
| Zugänge                 | Team 2010           | Abgänge           | Team 2011        |
| ----------------------- | ------------------- | ----------------- | ---------------- |
| Beñat Intxausti         | Euskaltel-Euskadi   | Mathieu Perget    | AG2R La Mondiale |
| Branislau Samojlau      | Quick Step          | Alberto Losada    | Katusha Team     |
| Sergio Pardilla         | CarmioOro NGC       | Luis León Sánchez | Rabobank         |
| Francisco José Ventoso  | CarmioOro NGC       | Rigoberto Urán    | Sky ProCycling   |
| Ignatas Konovalovas     | Cervélo TestTeam    | Xabier Zandio     | Sky ProCycling   |
| Xavier Tondo            | Cervélo TestTeam    | Arnold Jeannesson | FDJ              |
| Javier Iriarte          | Lizarte             | Juan José Cobo    | Geox-TMC         |
| Carlos Oyarzun          | Supermercados Froiz | Arnaud Coyot      | Saur-Sojasun     |
| Jesús Herrada           | Neoprofi            | Mathieu Drujon    | Big Mat-Auber 93 |
| Enrique Sanz            | Neoprofi            | Christophe Moreau | Karriereende     |
| Rui Costa (ab 1. April) | Movistar            |                   |                  |

## Mannschaft
| Name                   | Geburtstag         | Nationalität |
| ---------------------- | ------------------ | ------------ |
| Andrey Amador          | 29. August 1986    | Costa Rica   |
| David Arroyo           | 7. Januar 1980     | Spanien      |
| Marzio Bruseghin       | 15. Juni 1974      | Italien      |
| Rui Costa              | 5. Oktober 1986    | Portugal     |
| Imanol Erviti          | 15. November 1983  | Spanien      |
| José Vicente García    | 4. August 1972     | Spanien      |
| José Iván Gutiérrez    | 27. November 1978  | Spanien      |
| Jesús Herrada          | 26. Juli 1990      | Spanien      |
| Beñat Intxausti        | 20. März 1986      | Spanien      |
| Javier Iriarte         | 11. November 1986  | Spanien      |
| Wassil Kiryjenka       | 28. Juni 1981      | Belarus      |
| Ignatas Konovalovas    | 8. Dezember 1985   | Litauen      |
| Pablo Lastras          | 20. Januar 1976    | Spanien      |
| David López            | 13. Mai 1981       | Spanien      |
| Ángel Madrazo          | 30. Juli 1988      | Spanien      |
| Carlos Oyarzun         | 26. Oktober 1981   | Chile        |
| Sergio Pardilla        | 16. Januar 1984    | Spanien      |
| Luis Pasamontes        | 2. Oktober 1979    | Spanien      |
| Francisco Pérez        | 22. Juli 1978      | Spanien      |
| Rubén Plaza            | 29. Februar 1980   | Spanien      |
| José Joaquín Rojas     | 2. Juni 1985       | Spanien      |
| Branislau Samojlau     | 25. Mai 1985       | Belarus      |
| Enrique Sanz           | 11. September 1989 | Spanien      |
| Mauricio Soler         | 14. Januar 1983    | Kolumbien    |
| Xavier Tondo (†)       | 5. November 1978   | Spanien      |
| Francisco José Ventoso | 6. Mai 1982        | Spanien      |